# Kathiwara
Kathiwara fou un estat tributari protegit del tipus thakurat garantit a l'agència de Bhopawar a l'Índia central governat per una nissaga del clan jadon dels rajputs. Està situat a la part occidental de la que fou l'Agencia de l'Índia Central tocant a Rewa Kantha, a la presidència de Bombai i limitava al nord amb Ratanmal, a l'est i sud amb Ali Rajpur i a l'oest amb Chhota Udaipur. La població, menys de mil habitants, la formaven bhils i bhilales, que eren uns 500. Els rages originals eren bhils però foren expulsats pels ancestres de la següent dinastia que havia estat expulsada de Rajputana i Malwa i es van refugiar a la zona on van establir el seu poder dominant als natius. Del 1865 a 1903 fou thakur Bahadur Singh. Del 1903 en endavant fou Rana Thakur Sahib Onkar Singh fins al 1948 (va morir el 1969).